# Calodia robusta
Calodia robusta är en insektsart som beskrevs av Nielson 1982. Calodia robusta ingår i släktet Calodia och familjen dvärgstritar. Inga underarter finns listade i Catalogue of Life.